# Všeobecná úmluva o autorském právu

Copyright

Všeobecná úmluva o autorském právu (dále jen úmluva) je mezinárodní úmluva sjednaná a podepsaná v Ženevě dne 6. září 1952, revidována v Paříži 24. července 1971. Touto úmluvou si členské státy kladly za cíl zajistit ochranu autorského práva ve všech zemích, tak aby vyhovovala všem národům a navazovala na již existující právní platné mezinárodní systémy. Tato úmluva obsahuje 21 článků, k nimž jsou připojeny protokoly a dodatky.
Československá republika se přidala k Všeobecné úmluvě o autorském právu 7. září 1959. „Listina o přístupu Československé republiky k Všeobecné úmluvě o autorském právu a Protokolům č. 2 a č. 3 byla uložena dne 6. října 1959 u generálního tajemníka Organizace spojených národů pro výchovu, vědu a osvětu“ (Vyhláška č. 2/1960 Sb.)

## Závazky a práva států
Každý smluvní stát, jenž přistoupí k úmluvě je zavázán učinit všechna opatření k zajištění dostatečné a účinné ochrany práv autorů a ostatních nositelů autorských práv k dílům literárním, vědeckým a uměleckým – písemná díla, díla hudební, dramatická a filmová, malby, rytiny a díla sochařská. Ochrana díla občanů smluvních států podléhá vždy ochraně daného smluvního státu, ve kterém došlo poprvé k uveřejnění díla (článek I).
Práva autorů k dílům zahrnují výlučné právo pořizovat a uveřejňovat překlady. Smluvní stát může omezit právo na překlad děl písemných za určitých podmínek, například pokud do sedmi let neuveřejnil nositel práva písemného díla či nesvolil k překladu do jazyka obecně užívaného ve smluvním státě, další podmínkou je uveřejnění původního názvu a jméno autora, které musí být vytištěny na všech exemplářích (článek V).
Každý stát může přistoupit k úmluvě, podléhá však ratifikaci nebo přijetí signatářskými státy a vstupuje v platnost tři měsíce po uložení listiny smluvního státu o ratifikaci, přijetí nebo přístupu. „Každý smluvní stát se zavazuje učinit v souladu se svou ústavou opatření nutná k tomu, aby se zajistilo uplatňování této úmluvy“ (článek X).

## Ochrana díla
„Doba ochrany pro díla chráněná touto úmluvou trvá nejméně po dobu autorova života a dvacet pět let po jeho smrti“ (článek IV 2a). Některé státy mohou mít toto období omezeno na určité druhy děl, ale vždy je doba minimálně dvacet pět let ode dne prvního vydání. Tato ustanovení se nevztahují na díla fotografická ani na díla užitého umění, pokud jsou ve smluvních státech tyto díla označována za umělecká, je minimální doba ochrany deset let.
Uveřejněné dílo, na kterého se má vztahovat podmínka ochrany práv autorů, musí být opatřen značkou Copyright, jménem nositele autorského práva a rokem prvního uveřejnění. Tyto formální náležitosti musí být uveřejněny na takovém místě, aby bylo jasně patrno, že je autorské právo vyhrazeno (článek III).

## Řešení sporů a výpověď úmluvy
V případě, že vznikne spor mezi dvěma nebo více smluvními státy, které se týkají výkladu nebo provádění této úmluvy, se nejdříve řeší jednáním. V případě, že jednáním nebude spor vyřešen, bude předložen k rozhodnutí Mezinárodnímu soudnímu dvoru (článek XV).
Každý smluvní stát poté může úmluvu vypovědět. Výpověď se uskuteční oznámením zaslaným generálnímu řediteli. Tato výpověď se bude vztahovat také na úmluvu z roku 1952 a bude účinná jen pro stát, zemi nebo území, jejichž jménem byla podána (článek XIV).

## Mezinárodní výbor a revize úmluvy
Mezivládní výbor má podle článku XI za úkol studovat otázky týkající se provádění a působení úmluvy, připravovat její periodické revize (jsou svolávány kdykoliv to výbor považuje za nutné), studovat jakékoliv jiné otázky týkající se mezinárodní ochrany autorského práva ve spolupráci se zainteresovanými mezinárodními organizacemi. Mezivládní výbor se skládá ze zástupců osmnácti států, které jsou smluvními stranami této mluvy nebo pouze z úmluvy z roku 1952 (článek XI).
Seznam států mezivládního výboru (2010): Alžírsko, Rakousko, Brazílie, Kamerun, Česká republika, Chorvatsko, Kuba, Řecko, Guatemala, Indie, Izrael, Japonsko, Maroko, Peru, Portugalsko, Ruská federace, Ukrajina, Spojené státy americké (UNESCO 2010).